# Christian Friedrich Rieger
Christian Friedrich Rieger (* 7. Januar 1757 in Stuttgart; † 6. März 1823 in Ludwigsburg) war ein deutscher lutherischer Geistlicher.

## Leben

### Familie
Christian Friedrich Rieger war der Sohn des Geistlichen Karl Heinrich Rieger und dessen Ehefrau Maria Sophia Beata (geb. Bischoff); er hatte noch zwei Geschwister. Sein Großvater war der Stuttgarter Dekan Georg Konrad Rieger; sein Onkel war der Generalmajor Philipp Friedrich von Rieger und seine Tante Regine Dorothea Rieger (1720–1757) war die spätere Großmutter des Philosophen Friedrich Wilhelm Joseph Schelling.
Sein Schwager war der Philosoph Jakob Friedrich von Abel, der der prägendste Lehrer von Friedrich Schiller war.
Er war seit dem 9. Juli 1789 mit Christiane Caroline (* 15. Juni 1761 in Weinsberg; † 4. Oktober 1843 in Stuttgart), der Tochter des Diakons Johann Friedrich Baumann (1722–1786) verheiratet; gemeinsam hatten sie vier Kinder, von denen zwei bereits früh verstarben.
Er starb an den Folgen eines Schlaganfalls vom 19. Februar 1823.

### Werdegang
Christian Friedrich Rieger besuchte in Stuttgart das Gymnasium (siehe Eberhard-Ludwigs-Gymnasium Stuttgart), kam 1773 in den Theologischen Stift nach Tübingen und erwarb 1775 den Grad eines Magisters der Philosophie.
Anlässlich der Dreihundertjahrfeier der Universität Tübingen erhielt er den Auftrag, in Anwesenheit des Regenten Herzog Carl Eugen von Württemberg, eine Rede über die Verdienste der Universität gleich nach ihrer Gründung zu halten. Er beendete sein Studium im September 1778 mit seiner Disputation Disputatio theologica de notione vocis in scriptis novi testamenti unter dem Präsidium von Christoph Friedrich Sartorius.
Nachdem er Ende 1778 in Stuttgart examiniert worden war, war er zeitweise sowohl als Vikar, unter anderem in Teinach (siehe Bad Teinach-Zavelstein), als auch als Hofmeister tätig. Anfang 1781 kam er als Hofmeister nach Frankreich und nach England; dort hielt er sich fast ein Jahr lang in London und Oxford auf und besetzte die Stelle des Predigers in der St.-Marien-Kirche in London.
Ende 1781 kehrte er nach Deutschland zurück und bereiste, mit Unterstützung von Herzog Carl Eugen, bis zum Frühjahr 1783 das Land, um bedeutende Männer kennenzulernen.
Er veröffentlichte 1783 seine Schrift Zustande (vom) und dem Verhalten der Catholiken in England, von der Reformation an bis auf's Jahr 1780, aus dem Englischen übersetzt und mit Anmerkungen versehen, die Joseph Berington (1743–1827) im Original als The State and Behaviour of English Catholics, from the Reformation to the Year 1781 verfasst hatte.
1784 wurde er Hofmeister bei Herrn von Gemmingen (siehe Gemmingen (Adelsgeschlecht)#Neckarzimmern-Bürg) in Bürg, bis er Ende 1788 Pfarrer in Neustadt an der Rems wurde. Von 1795 bis 1804 war er Pfarrer in Wangen bei Cannstatt und wurde darauf 1804 Dekan (Spezialsuperintendent) und Stadtpfarrer in Ludwigsburg.

## Schriften (Auswahl)
- Disputatio theologica de notione vocis in scriptis novi testamenti. 1778.
- Zustande (vom) und dem Verhalten der Catholiken in England, von der Reformation an bis auf's Jahr 1780, aus dem Englischen übersetzt und mit Anmerkungen versehen. Tübingen, 1783.
- Beschreibung der gegenwärtigen Verfassung der deutschen lutherischen Kirchen in London. Stuttgart 1793 (Digitalisat).